# 田畑和歌子
田畑和歌子（日语：／ Tabata Wakako，1983年10月12日—），日本女子帆船运动员。她曾代表日本参加2010年亚洲运动会帆船比赛，获得一枚金牌。她也曾参加2012年夏季奥林匹克运动会。